# Haspelmoor

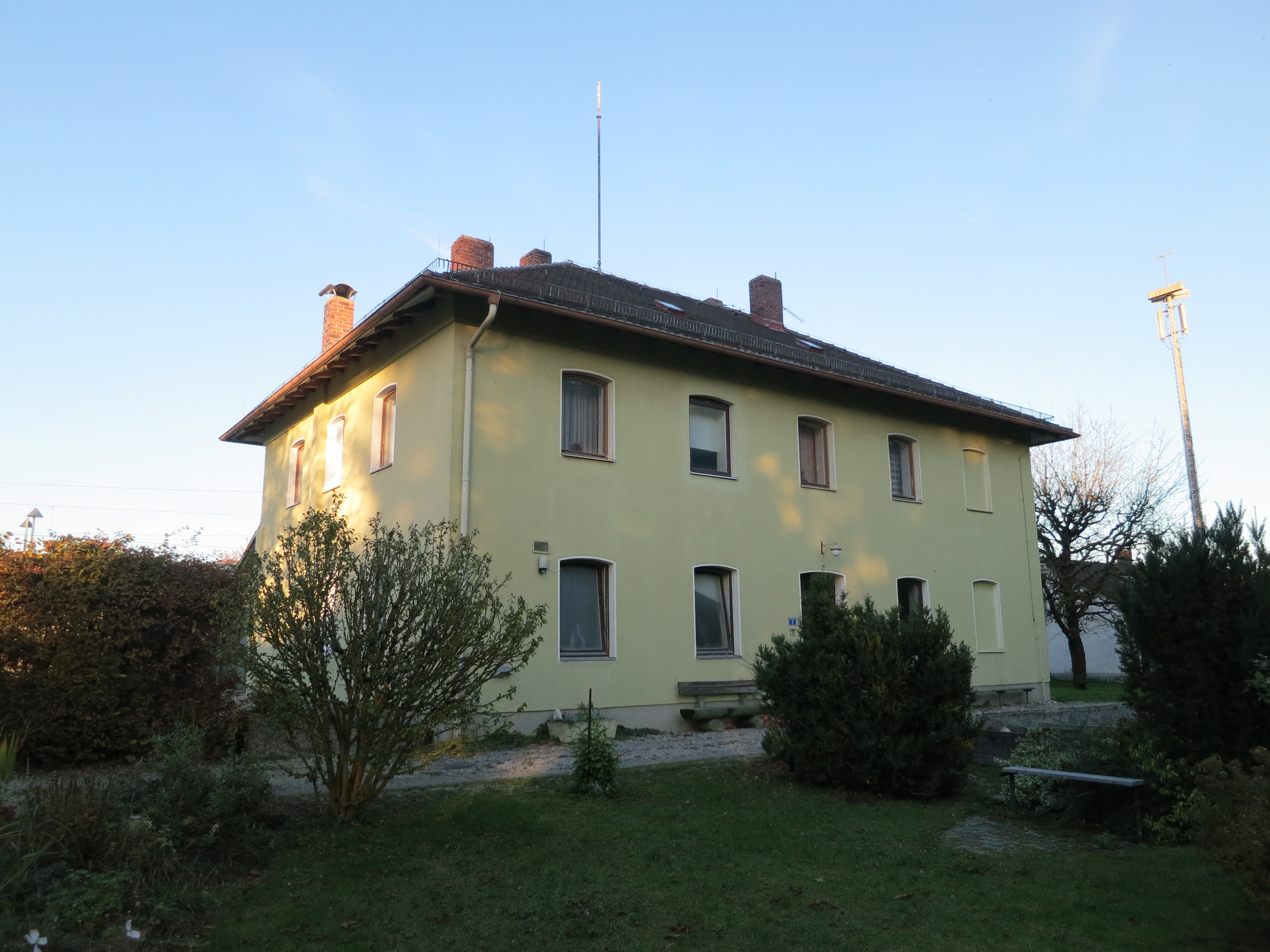
Empfangsgebäude des Bahnhofs Haspelmoor

Haspelmoor ist ein Gemeindeteil und ein Dorf der Gemeinde Hattenhofen im oberbayerischen Landkreis Fürstenfeldbruck (Bayern). Das Dorf ist benannt nach dem gleichnamigen Haspelmoor, das im Süden direkt an den Ort grenzt.

## Lage
Haspelmoor liegt direkt an der Bahnstrecke München–Augsburg und besitzt einen Haltepunkt. Die Ortschaft wird durch die Bahnlinie in einen größeren nördlichen Ortsteil und einen kleineren südlichen Teil getrennt. Die Bahnlinie München–Augsburg wurde am 4. Oktober 1840 eröffnet. 

## Geschichte
Der Ort Haspelmoor entstand erst 1853. In diesem Jahr wurde der Bahnhof Haspelmoor errichtet, 1855 kam die Poststation Haspelmoor dazu. Außerdem gab es ein Wirtshaus und zwei weitere Häuser. 1862 war Haspelmoor ein Weiler, bestehend aus dem Bahnstationsgebäude und im Moor das Torfbetriebsgebäude mit Kesselhaus und fünf Magazinen, einer „Arbeiterkaserne“ mit Zubehör sowie einer Schmiede- und Zimmermannwerkstätte.
Ab 1915 wurde in Haspelmoor ein Kriegsgefangenenlager für 176 russische Kriegsgefangene errichtet. An sie erinnert der „Russengraben“, der von diesen ausgehoben werden musste. Weitere Entwässerungsarbeiten im Moor wurden ab 1933 vom Reichsarbeitsdienst sowie ab Kriegsbeginn wiederum von Kriegsgefangenen durchgeführt. In den letzten Wochen des Zweiten Weltkrieges wurden mehrere Gebäude durch Bombardierung zerstört. 1946 entstand in Haspelmoor eine Siedlung für Heimatvertriebene. Um 1950 gab es 51 Wohngebäude mit 312 Einwohnern. Die Bahntrasse an der Schnellfahrstrecke Augsburg–München ermöglichte schon 1954 Spitzengeschwindigkeiten von 200 km/h.
1994 wurde die nach Pater Rupert Mayer benannte Ortskapelle eingeweiht.
Die Ortschaft wird von ihren Einwohnern auch „Moos“ genannt.